# Tullio Lombardo

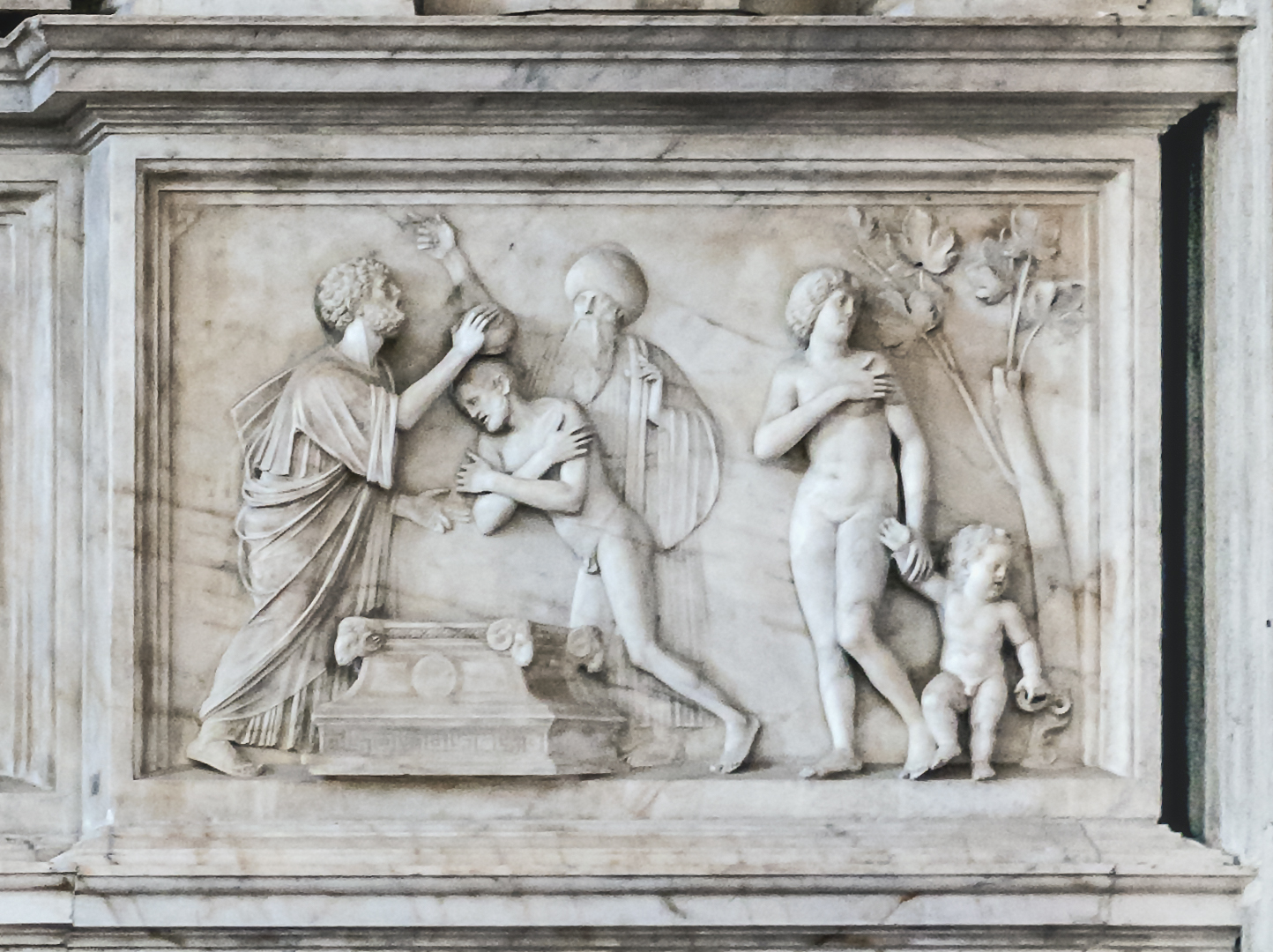
S:t Markus döper Anianus, Tullio Lombardo, 1481.

Tullio Lombardo född 1460 och död 17 november 1532 var en italiensk skulptör och arkitekt verksam under renässansen. Han var bror till Antonio Lombardo och son till Pietro Lombardo, båda med samma yrke som Tullio. Familjen Lombardo, som härstammade från Lombardiet och flyttade till Venedig 1467, arbetade ofta tillsammans med att skulptera katolska kyrkor och gravmonument. Tullio Lombardo är också känd under namnet Tullio Solari.

## Verk
Tullio Lombardo var, liksom hans far och bror, både arkitekt och bildhuggare. 1506 avslutade han den av Giorgio Spavento påbörjade kyrkan San Salvatore i Venedig, vars utförande avbrutits efter Spaventos död. San Salvatore är märklig genom sin vackra förening av basilikaform med en rik kupolanläggning. Som bildhuggare arbetade han tillsammans med sin far och sin bror, med vilka han deltog med Leopardo i utförandet av gravvården över dogen Andrea Vendramin i San Giovanni e Paolo. Självständigt utförde han fyra änglar för en dopfunt i San Martino, en altarrelief föreställande Marias kröning, i San Giovanni Crisostomo och på fasaden till Scuola di San Marco gjorde han ett par reliefer med ämnen ur helgonens liv, märkliga för sin genomförda perspektiviska bakgrund. Alla dessa arbeten finns i Venedig.
Kyrkan San Zanipolo innehåller dogen Pietro Mocenigos monument, färdigställt tillsammans med fadern och brodern, likaså dogen Andrea Vendramins monument, en anspelning på den romerska triumfbågen dekorerad med figurer. Förmodligen färdigställde Tullio Marco Cornaros gravmonument i Santi Apostoli och frisen i Cornarokapellet i Frarikyrkan. Han deltog också i arbetet med utsmyckningen av Santa Maria dei Miracoli i Venedig.
Under sina senare levnadsår utförde Tullio 1525 två reliefer i kapellet i San Antonio, Padua, varav en föreställer hur Paduas helgon, San Antonio, i en girigbuks lik fann en sten i stället för ett hjärta. I Tullio Lombardos verk kan man ana en förening av Giovanni Bellinis trohjärtade uppfattning med florentinaren Donatellos oroliga, kantiga draperifall. För övrigt finns i Venedig en mängd arkitektoniska och plastiska verk, vilka är påverkade av Tullio Lombardo, jämte hans far och bror, den så kallade "Lombardernas skola".